# Arzneimittel-Nutzenbewertungsverordnung
Die deutsche Arzneimittel-Nutzenbewertungsverordnung (auch „frühe Nutzenbewertung“) ist eine vom Bundesministerium für Gesundheit erlassene Rechtsverordnung des Bundes, die zeitgleich mit dem Arzneimittelmarktneuordnungsgesetz (AMNOG) in Kraft trat. Sie regelt die Einzelheiten der Nutzenbewertung von erstattungsfähigen Arzneimitteln mit neuen Wirkstoffen nach § 35a des Fünften Buches Sozialgesetzbuch.

## Grundlage
Auf Grundlage der Verordnung entscheidet der Gemeinsame Bundesausschuss (G-BA) über den medizinischen Zusatznutzen eines neuen Medikaments im Verhältnis zur zweckmäßigen Vergleichstherapie. Zuvor evaluiert das Institut für Qualität und Wirtschaftlichkeit im Gesundheitswesen (IQWiG) – im Auftrag des G-BA – die zur Verfügung stehenden Daten und gibt eine erste Bewertung / Empfehlung ab. Besteht ein Zusatznutzen, so kann der Arzneimittelhersteller mit dem Spitzenverband Bund der Krankenkassen (GKV-Spitzenverband) einen Preis für das Medikament aushandeln. Kann der Hersteller nicht beweisen, dass sein Medikament einen Zusatznutzen hat, so ordnet der G-BA das Medikament einer Festbetragsgruppe zu.

## Kritik

### Klage der Hersteller
Der Schweizer Pharmakonzern Novartis reichte 2012 vor dem Landessozialgericht Berlin Brandenburg (LSG) Klage ein. Um auch die bis Ende 2012 gesetzte Frist zur Einreichung des Dossiers für zwei seiner Präparate zu stoppen, wurde außerdem ein Eilantrag gestellt. Durch das Verfahren sei mittlerweile der gesamte Prozess der Preisfindung für Arzneimittel in Deutschland gefährdet, sagt Josef Hecken, unparteiischer Vorsitzender des G-BA gegenüber SPIEGEL ONLINE. „Die Bewertung weiterer Mittel verzögert sich, da die Hersteller auf die Entscheidung des Gerichts warten.“ Das Gericht lehnte den Eilantrag ab: Klage gegen Aufforderung zur Dossiervorlage im Nutzenbewertungsverfahren hat keine aufschiebende Wirkung.
Forderungen von fünf medizinischen Fachgesellschaften nach Veränderungen bei der frühen Nutzenbewertung von Medikamenten hat der unparteiische Vorsitzende des G-BA, Josef Hecken, als unbegründet zurückgewiesen.

### Kritik der Kostenträger
Eine Kritik, die von den Kostenträgern an der derzeitigen Ausgestaltung des Verfahrens geübt wird, besteht darin, dass die Hersteller bis zur Entscheidung der Schiedsstelle den Preis der Medikamente selbst bestimmen können, was zu erheblichen Kostensteigerungen geführt hat. Eine Forderung der Kostenträger ist daher, dass die Hersteller nach der Entscheidung der Schiedsstelle ggf. Kosten rückerstatten müssen.

## Kosten-Nutzen-Bewertung
Das IQWiG hat im Oktober 2013 seine erste Kosten-Nutzen-Bewertung (KNB) zu Antidepressiva abgeschlossen. Unmittelbar entscheidungsrelevant sind die Ergebnisse dieser KNB aber nicht. Denn seit Erteilung des Auftrags hat sich die Rechtslage geändert: Ursprünglich sollten die Ergebnisse Grundlage für die Entscheidung sein, einen „Höchstbetrag“ für Arzneimittel festzulegen. Dies war Aufgabe des GKV-Spitzenverbandes. Seit Inkrafttreten des Arzneimittelmarktneuordnungsgesetzes (AMNOG) 2011 ist eine KNB vornehmlich für den Fall vorgesehen, dass nach der regelhaften frühen Nutzenbewertung Preisverhandlungen scheitern und auch der Schiedsspruch angezweifelt wird. Dann können Hersteller oder der GKV-Spitzenverband eine KNB beantragen.

## Bestandsmarkt
Seit der Einführung des AMNOG hat es zahlreiche Nutzenbewertungen gegeben. Geprüft wurden jedoch bis dato nur jene Medikamente, die nach dem 1. Januar 2011 eine Marktzulassung erhielten. Eine negative Bewertung führte in einigen Fällen dazu, dass die Hersteller – trotz Zulassung – das Medikament nicht einführten.
Im April 2013 hatte der G-BA verbindliche Kriterien für den Aufruf von weiteren Arzneimitteln im so genannten Bestandsmarkt – bereits vor dem 1. Januar 2011 im Markt befindliche Arzneimittel – festgelegt und zugleich erste Präparate bestimmt, die nacheinander einer Nutzenbewertung unterzogen werden sollten.
Mit Inkrafttreten des Vierzehnten Gesetz zur Änderung des Fünften Buches Sozialgesetzbuch am 1. April 2014 wurde § 35a Absatz 6 SGB V aufgehoben. Damit wurde die im AMNOG vorgesehene Möglichkeit abgeschafft, für bereits zugelassene und im Verkehr befindliche Arzneimittel (Bestandsmarkt) auf der Basis von Herstellerdossiers Nutzenbewertungen zu veranlassen. Die Dossierbewertungen, die der G-BA im November 2013 beim IQWiG in Auftrag gegeben hat, wurden nicht fertiggestellt. Der G-BA stellte die Nutzenbewertung des Bestandsmarktes endgültig ein.